# Convención Nacional de Acción Democrática de 1972
La Convención Nacional de Acción Democrática realizada el 19 de agosto de 1972 para la elección de su candidato. La convención se realizó en el Teatro California, dónde resulta ganador Carlos Andrés Pérez derrotando a Reinaldo Leandro Mora por 290 votos contra los 111 votos obtenidos por este último. Así mismo, Pérez contaba con el apoyo de su fundador Rómulo Betancourt durante su candidatura al partido, lanzando la consigna «Democracia con energía».

## Contexto
Es durante la campaña de CAP de 1972-73, cuando hacen su aparición en el escenario electoral venezolano, los famosos estrategas extranjeros. Así se conoce de la participación inicial de Joseph Napolitan, uno de los asesores de campaña de mayor reputación en el universo de las estrategias electorales, junto a Clifford White y George Gaither, renombrados asesores internacionales. A partir de la asesoría de estos expertos, es cuando cobra vigencia el uso de la investigación de opinión pública, como método infalible para el fortalecimiento de la estrategia de campaña. Las encuestas y los focus group, marcan el ritmo de manera asertiva como novedad en el marco electoral.
Se desarrolló una campaña electoral, usando por primera vez en la historia electoral de Venezuela los mejores talentos de mercadotecnia y publicidad de la época (Grupo Gallup y Chelique Sarabia, entre otros) para vender un mensaje político. Esta campaña estaba centrada en el petróleo que había convertido a Venezuela en el país con renta por cápita más alta de América del Sur, pero que en ese momento atravesaba por una fuerte recesión económica a consecuencia de la reflación que sufrían Estados Unidos (principal comprador del crudo venezolano) debido al embargo petrolero causado a raíz de la guerra de Yom Kipur de 1973.

### Resultados
|  | 72.32 % |

|  | 27.68 % |

La victoria de CAP a la candidatura significó la posibilidad para los adecos recuperar la presidencia después de haber sufrido la derrota en las elecciones generales de 1968 por estrecho margen ante Rafael Calera, a su vez esto representó un antes y después para la historia política y el inicio del bipartidismo entré AD y COPEI gracias a la introducción de las estrategias electorales a la mano de asesores en las campañas realizadas por ambos partidos durante sus convenciones y en las elecciones posteriores.

## Elecciones generales
La campaña convenció y fue un éxito, obteniendo el triunfó con 2 130 743 votos, el 48.70 % de los votos contra los del candidato de COPEI, Lorenzo Fernández, que obtuvo el 36.70 %. Asumió el poder el 12 de marzo de 1974 recibiendo la investidura presidencial por parte de Rafael Caldera.